# Вандевалле, Кристоф
Кристоф Вандевалле (нидерл. Kristof Vandewalle, род. 5 апреля 1985 в Кортрейке, Бельгия) — бельгийский профессиональный шоссейный велогонщик. Двукратный чемпион мира в командной гонке на время в составе команды Omega Pharma-Quick Step в 2012 и  2013 годах. Трёхкратный чемпион Бельгии в индивидуальной гонке на время в 2012–2014 годах.

## Победы
| 2007 - Тур де л'Авенир — этап 3 2010 - Гран-при кантона Аргау 2012 - Чемпион мира в командной гонке на время - Чемпион Бельгии в индивидуальной гонке на время - Тур Эна — этап 2b (ТТТ) 2013 - Чемпион мира в командной гонке на время - Чемпион Бельгии в индивидуальной гонке на время - Три дня Западной Фландрии — пролог и генеральная классификация | 2014 - Чемпион Бельгии в индивидуальной гонке на время - Тур Польши — этап 7 - Тур Австрии — этап 7 |

## Статистика выступлений наГранд Турах
| Гранд Тур | 2011 | 2012 | 2013 | 2014 |
| --------- | ---- | ---- | ---- | ---- |
| Джиро     | 93   | -    | -    | -    |
| Тур       | -    | -    | -    | -    |
| Вуэльта   | 104  | 91   | сход | 87   |